# NEROCA Football Club
El North Eastern Re-Organising Cultural Association Football Club (en español: Asociación Cultural de Reorganización del Noreste Fútbol Club), conocido simplemente como NEROCA Football Club,  es un club de fútbol profesional indio basado en Imphal, Manipur, India. El club hizo su debut en la I-League 2.º División en la temporada 2015-16. El club ganó la I-Liga 2.ª División en la temporada 2016-2017 y se aseguró el ascenso a la I-League. NEROCA es el único club del Nordeste de India en lograr llegar a la final de la Copa Durand.

## Estadio
Estadio principal Khuman Lampak, Imphal, Manipur es utilizado como el terreno de casa de NEROCA FC. Su primer partido en casa de la I-League se jugó el 15 de diciembre de 2017 contra Chennai City F.C.

## Colores
El color oficial de NEROCA es el naranja. El uniforme de casa es naranja y utilizan el uniforme blanco para los partidos fuera de casa.

## Palmarés

### Títulos
- I-League 2nd Division (1): 2016–17[2]
- Manipur State League (2): 2014,[3] 2016[4]
- Tiddim Invitation Football Trophy (1): 2004[5]
- Churachand Singh Trophy[6] (6): 2000,[7] 2012–13, 2014–15,[8] 2016,[9] 2018–19,[10] 2019[11]

### Premios
- Premio Fair Play de la I-League: 2017–18[12]